# Filip Mirkułowski
Filip Mirkułowski (maced. Филип Миркуловски; ur. 14 września 1983 w Skopju) – macedoński piłkarz ręczny grający w Metalurgu Skopje i reprezentacji Macedonii.